# Univerza v Kölnu
Univerza v Kölnu (nemško Universität zu Köln) je  univerza v Kölnu (Nemčija), ki je bila ustanovljena leta 1388 (nato zaprta leta 1798) in ponovno odprta leta 1919. Bila je četrta najstarejša univerza v Svetem rimskem cesarstvu; ustavno listino je podpisal papež Urban VI.
Trenutni rektor je Axel Freimuth.

## Fakultete
- Fakulteta za menedžment, ekonomijo in družbene vede v Kölnu
- Pravna fakulteta v Kölnu
- Medicinska fakulteta v Kölnu
- Filozofska fakulteta v Kölnu
- Fakulteta za matematiko in naravne vede v Kölnu
- Fakulteta za človeške vede v Kölnu

## Partnerske univerze
- Karlova univerza v Pragi (Češka)